# Akademiska poäng
Akademiska studiepoäng är i Sverige ett sätt att ange högskolemeriters omfattning. I vissa skolsystem och länder använder man lärarinsatsen som måttstock på studiernas omfattning, till exempel antal veckotimmar, det vill säga undervisningartimmar per vecka. Inom högskolor och universitet i Sverige, med flera länder, mäter man däremot den förväntade tidsinsats som krävs av en normal student som precis uppfyller kursens eller utbildningens förkunskapskrav.
Från och med den 1 juli 2007 används i Sverige enheten högskolepoäng (hp). Motsvarande benämning i Finland är studiepoäng (sp).
1,5 hp motsvarar heltidsstudier under en arbetsvecka, eller 40 timmars studier inklusive självstudier. Det akademiska läsåret består i Sverige av två terminer om 20 veckor vardera. Således motsvarar ett års heltidsstudier 60 hp. Sommarkurser tillkommer, där heltidsstudier under sommaren är 15 hp. Arbetsinsatsen som krävs varierar mellan lärosäten, institutioner, ämnen och studenter. 
Benämningen poäng åsyftar akademiska poäng i det meritsystem som användes i Sverige före den 1 juli 2007. En veckas heltidsstudier motsvarades då av en poäng. Ett läsår omfattade därmed 40 poäng. Före detta datum användes ibland även begreppet högskolepoäng om poäng i det gamla systemet, men det är idag reserverat för det nya systemet.
Övergången till det nya systemet är ett led i den så kallade Bolognaprocessen och baserar sig på ECTS. En hp motsvarar en ECTS-poäng.
Under ett flertal år efter övergången kommer det att finnas studenter som följer gamla utbildningsplaner, och har läst kurser enligt båda systemen. Behov finns därför att tydligt särskilja vilket poängsystem som avses. De liknande benämningarna innebär risk för sammanblandning. Benämningarna poäng (p) och högskolepoäng (hp) är de nu gällande officiella benämningarna på poäng enligt det gamla respektive den nya poängsystemet. För att förtydliga vilket system som avses kallas poäng i det system som gällde innan 1 juli 2007 ibland även gamla poäng eller gamla högskolepoäng. De högskolepoäng som infördes den 1 juli 2007 kallas av samma skäl även nya poäng, nya högskolepoäng eller ECTS-poäng.
Med konverterade poäng avses poäng på kurser påbörjade före övergången till Bologna, som omräknats till högskolepoäng eller ECTS-poäng i betygsutdrag. Dessa markeras ibland genom att de efterföljs av ett "k" skrivet inom parentes.
I ett tidigare system erhöll man ett betyg i ett ämne efter motsvarande en termins heltidsstudier. 
Förhållande mellan olika system: 1 betyg = 20 poäng = 30 högskolepoäng = 30 ECTS-poäng